# Fausto Correia
Fausto de Sousa Correia (ur. 29 października 1951 w Coimbrze, zm. 9 października 2007 w Brukseli) – portugalski polityk, dziennikarz i prawnik, urzędnik rządowy, poseł i eurodeputowany.

## Życiorys
Ukończył w 1980 studia prawnicze na Uniwersytecie w Coimbrze. Pracował od 1974 jako dziennikarz w piśmie "República", w 1975 był jednym z założycieli wieczornej gazety "A Luta". W 1978 został dyrektorem regionalnego biura agencji prasowej Agência Noticiosa Portuguesa. W pierwszej połowie lat 80. prowadził wykłady z zakresu dziennikarstwa, od 1983 do 1992 zasiadał w zarządzie portugalskiego publicznego radia.
Zaangażował się w działalność Partii Socjalistycznej, od 1985 był członkiem władz tej partii. W latach 1983–1989 pełnił funkcję radnego Coimbry, a w latach 2001–2005 przewodniczącego rady miejscowości Miranda do Corvo. Pomiędzy 1985 i 2004 był czterokrotnie wybierany do Zgromadzenia Republiki (IV, VII, VIII i IX kadencji).
Od 1995 do 1999 zajmował stanowisko sekretarza stanu ds. służby cywilnej, następnie przez trzy lata był sekretarzem stanu ds. kontaktów z parlamentem.
W wyborach w 2004 uzyskał mandat posła do Parlamentu Europejskiego. Był członkiem Grupy Socjalistycznej oraz Komisji Wolności Obywatelskich, Sprawiedliwości i Spraw Wewnętrznych. Zmarł na atak serca w trakcie kadencji podczas pobytu w Brukseli w 2007.